# Krembo

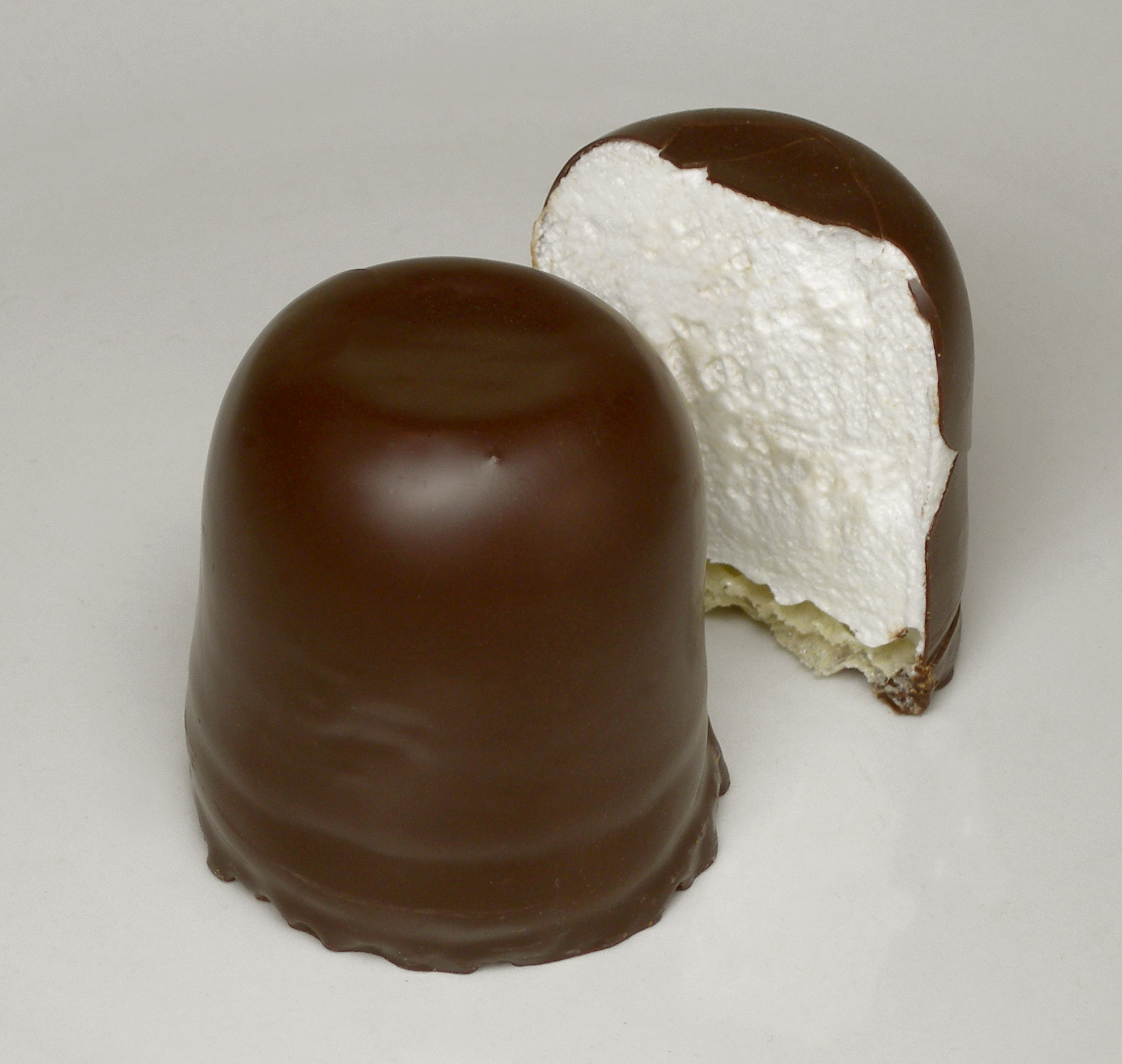
Bezea învelită în ciocolată, Schokokuss.

Krembo este un dulce originar din bucătăria daneză și ebraică, constând într-o bezea pufoasă învelită în ciocolată și cu un biscuite la bază. Acest dulce a fost inventat în Danemarca în secolul al XIX-lea sub numele de Flødebolle. În anii următori au apărut numeroase varietăți în diferite țări, acest dulce fiind cunoscut și cu numele chocolate teacake în engleză, tête-au-chocolat în franceză, Schokokuss în germană (numele Negerkuss fiind astăzi demodat, deoarece implică folosirea cuvântului "negru" în mod ofensător). Numele Krembo provine din limba ebraică (קרמבו).

## Descriere și răspândire
Acest dulce este larg răspândit în Europa de Nord și Centrală. În țările unde a apărut inițial este încă uneori făcut acasă, cu o multitudine de variații de glazură (nu neapărat ciocolată) și arome de umplutură.
În Danemarca, bezelele învelite în ciocolată sunt în mod tradițional făcute cadou copiilor de ziua lor. Se găsesc în orice supermarket, iar majoritatea în cofetăriilor se pot găsi variante de delicatese.
În Germania, dulcele Schokokuss a fost fabricat pentru prima dată comercial în 1920, deși prima mențiune despre ele datează din 1892. Producția industrială a început în anii 1950. Dulciurile sunt făcute pe tot parcursul anului, cu aproximativ un miliard făcut pe an. Numele originale în germană au fost Mohrenkopf („cap de maur”) și Negerkuss („sărutul negrului”), dar aceste nume a fost apoi considerate rasiste și, prin urmare, companiile au schimbat numele produsului în Schokoküsse („sărut de ciocolată”).
Numele Krembo este folist în Israel, fiind o contracție ce înseamnă literal "cremă înăuntru" (קרמבו). Dulcele Krembo era deja prezent în Mandatul Palestinei cu numele Kushi (כושי), însemnând „negru”, acest nume a fost împrumutat din cele folosite până atunci în Europa. Krembo a intrat în producție industrială în 1966. Primul producător, Whitman Company, a inventat numele Krembo. În fiecare an sunt vânduți în jur 50 de milioane de Krembo-uri. Krembo-ul mediu cântărește 25 de grame și are 115 calorii.
Bezeaua învelită în ciocolată se poate găsi ca dulce și în Franța, Belgia, Olanda, Anglia, SUA, Canada, Austria, Elveția, Finlanda, Spania, Italia, Slovenia, Slovacia și Ungaria.

## Galerie

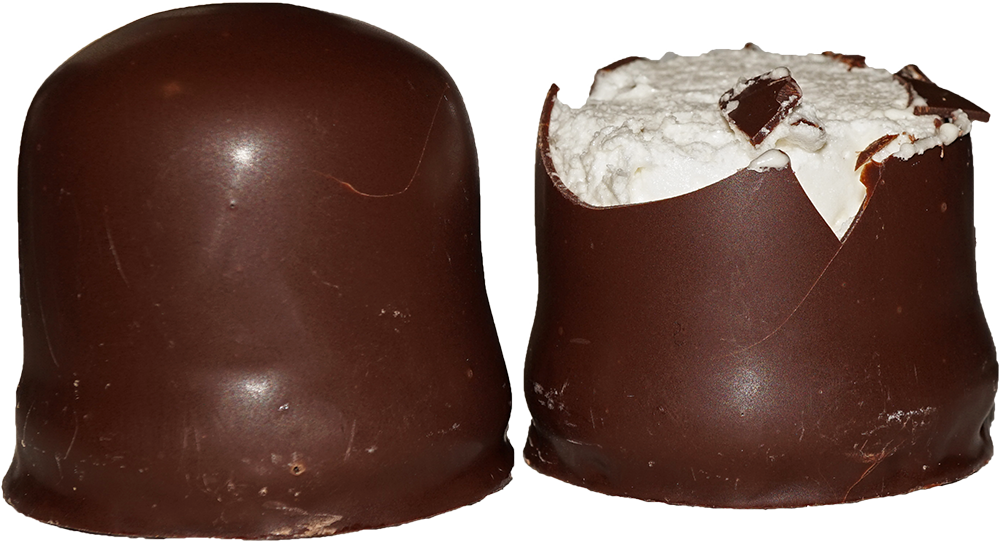
Schokokuss simplu.
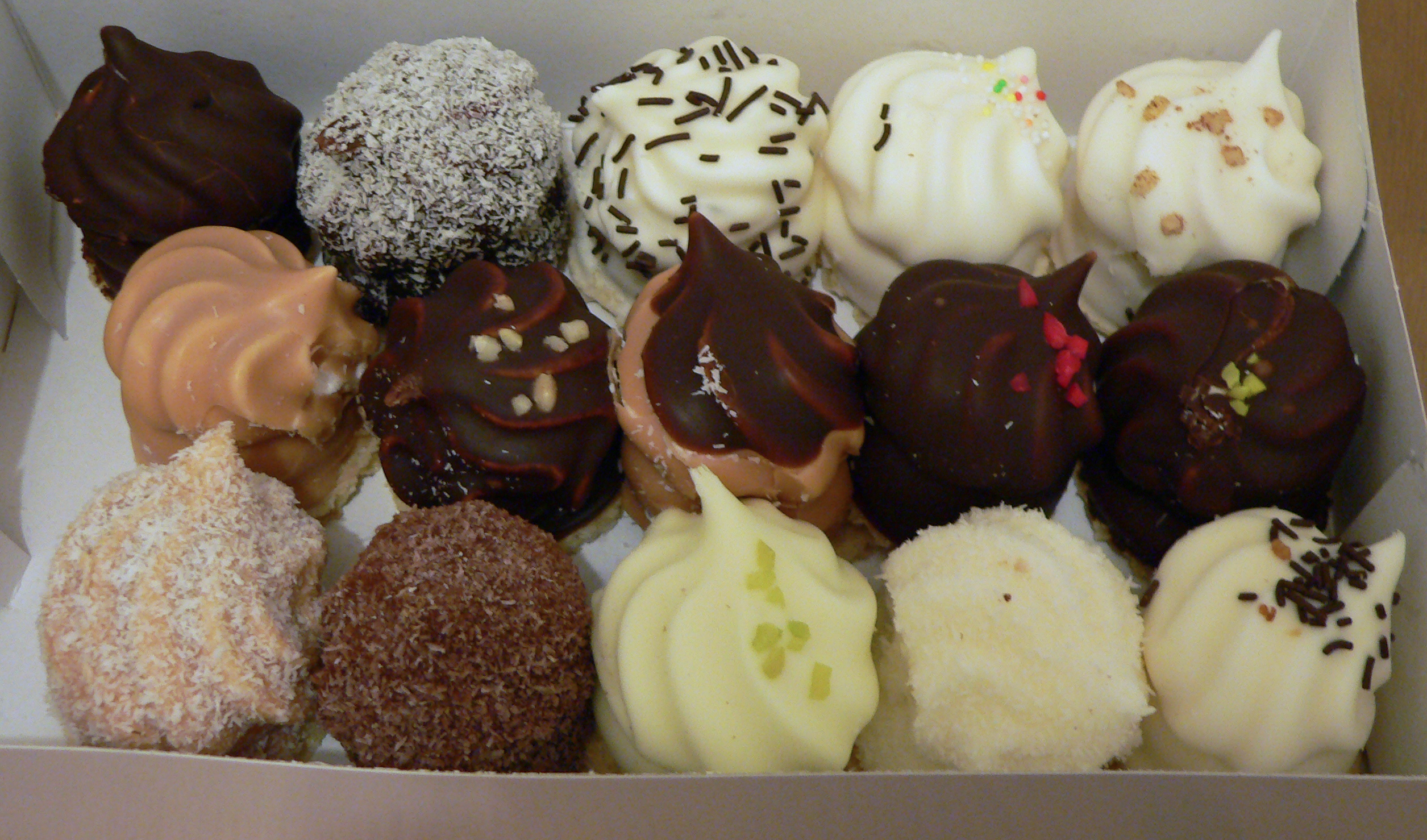
15 varietăți de Schokokuss artizanale.
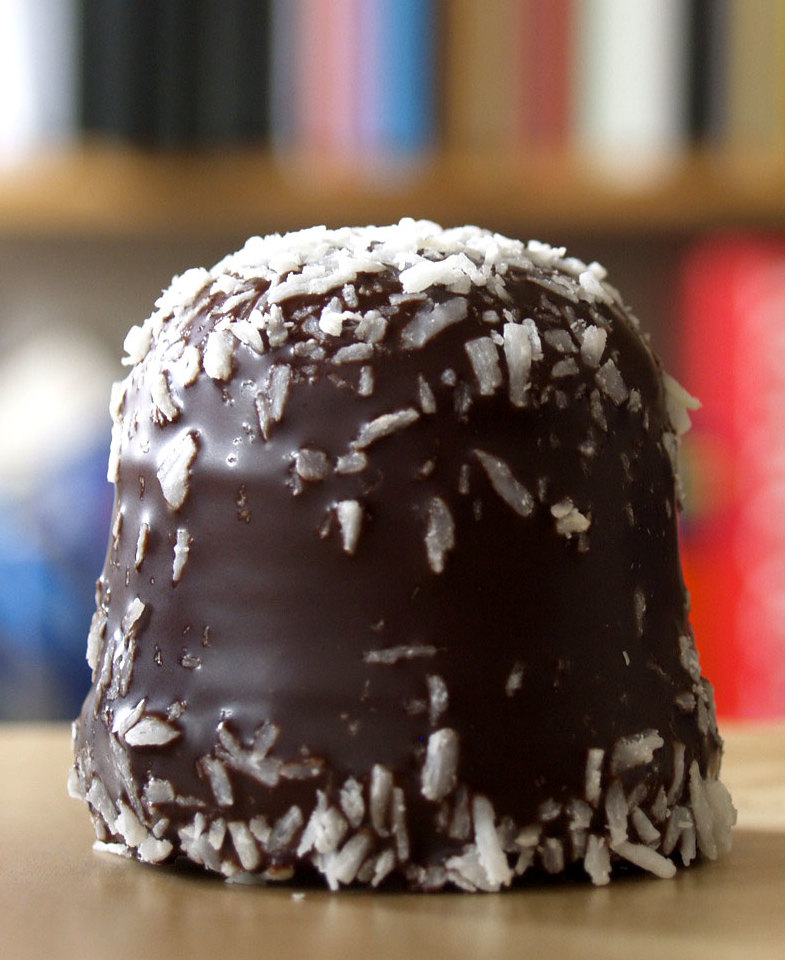
Flødebolle danez.
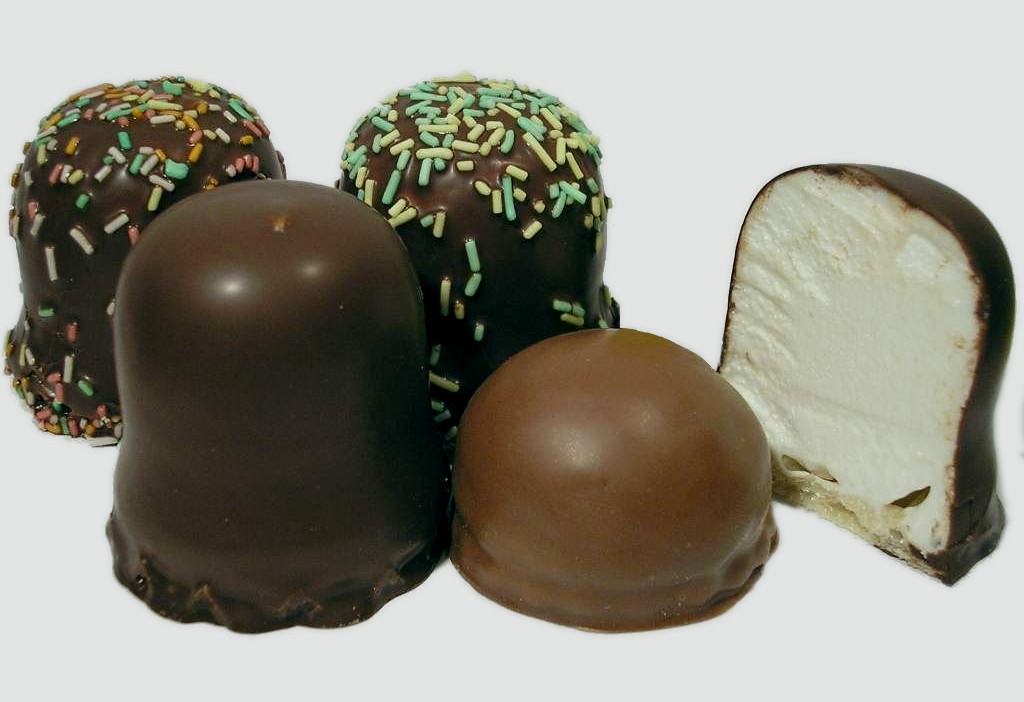
Varietăți de Krembo.
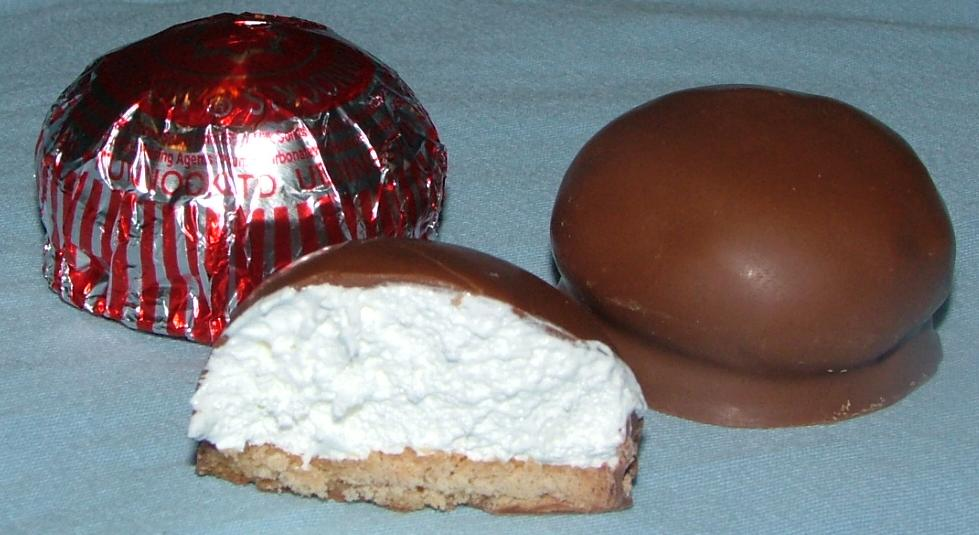
Tunnocks teacakes.